# 2790 Needham
2790 Needham је астероид главног астероидног појаса чија средња удаљеност од Сунца износи 2,653 астрономских јединица (АЈ).
Апсолутна магнитуда астероида је 12,8.